# 391257 Wilwheaton
391257 Wilwheaton è un asteroide della fascia principale. Scoperto nel 2006, presenta un'orbita caratterizzata da un semiasse maggiore pari a 2,6414889 UA e da un'eccentricità di 0,3045351, inclinata di 10,88371° rispetto all'eclittica.
L'asteroide è dedicato a Wil Wheaton, attore americano, famoso soprattutto per aver interpretato Wesley Crusher in Star Trek: The Next Generation.